# Prowincja Bắc Giang
Bắc Giang wymowaⓘ – prowincja Wietnamu, znajdująca się w północnej części kraju, w Regionie Północno-Wschodnim.

## Podział administracyjny
W skład prowincji Bắc Giang wchodzi dziewięć dystryktów oraz jedno miasto.
- Miasta:

1. Bắc Giang

- Dystrykty:

1. Hiệp Hòa
2. Lạng Giang
3. Lục Nam
4. Lục Ngạn
5. Sơn Động
6. Tân Yên
7. Việt Yên
8. Yên Dũng
9. Yên Thế